# 旺角
旺角（おうかく、広東語読み: ウォンゴッ、英: Mong Kok モンコック）は香港の九龍半島中部の油尖旺区にある繁華街。

## 概要

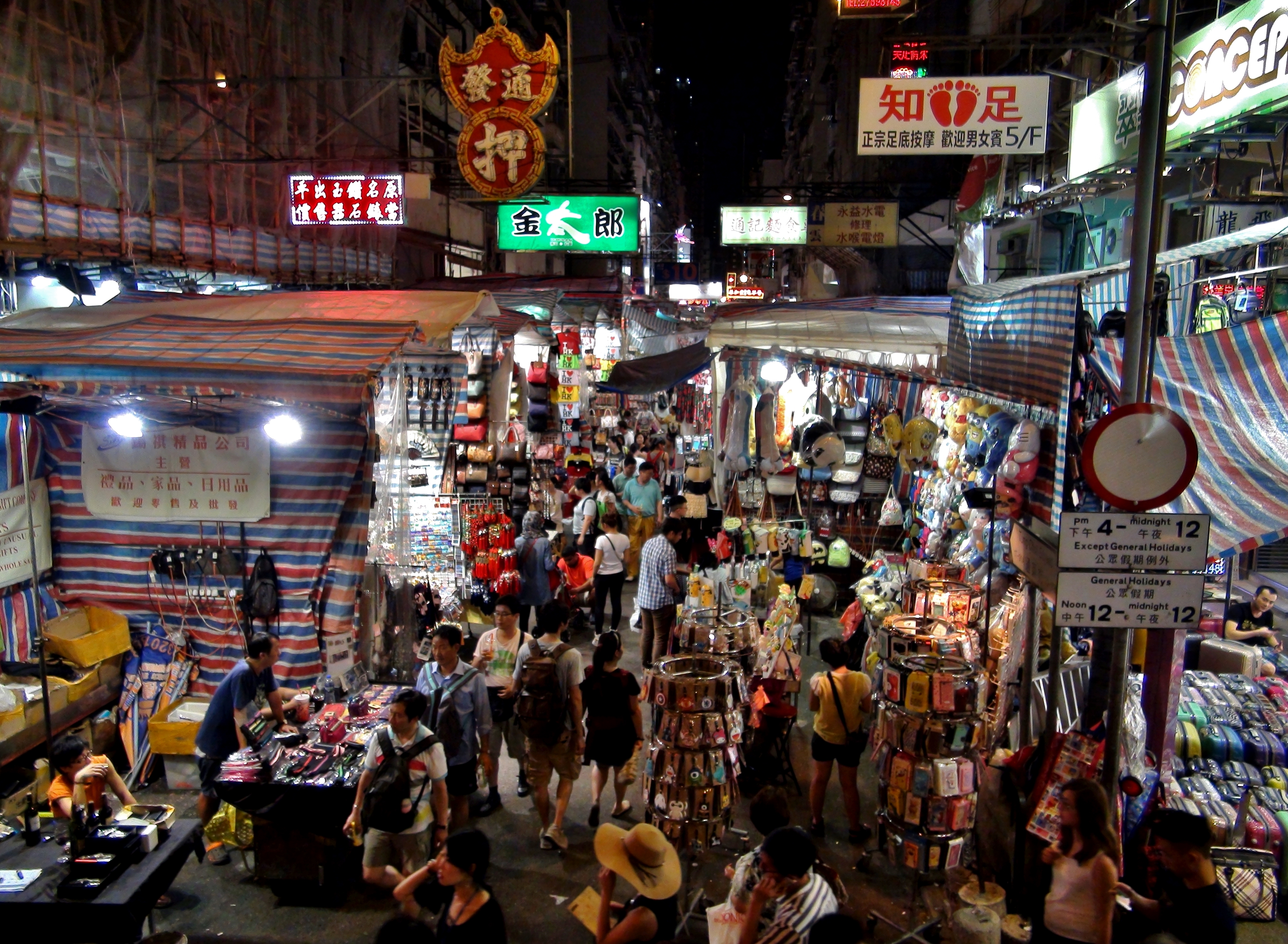
夜の女人街（2015年8月撮影）

東側の彌敦道が商店街、西側が住宅街の性格を備え、地下鉄とバス・小型バスが頻繁に通り、一日中人であふれている。電気街と交通の要所を兼ねた街である。女人街があることでも知られている。旺角は世界でも人口密度が非常に高く、平均で1km2当たり13万人である。

## 歴史
- 2004年5月に通菜街と豉油街の交叉する所で深さ2mの地盤から大量に後漢や晋朝、唐朝の陶器と製陶工具が出土し、この場所に数千年前から人が居住していたことが明らかになった。
- 旺角は以前は芒草（トキワススキ）が溢れていて、一頭の牛が海に向かって横たわっていることから、そこにできた集落が芒角村と命名された。
- 香港になだれ込んだ移民が「芒」を「望」と発音したことから、1860年から現地を統治していたイギリス側が Mong Kok と表記した。現在の地名は1930年に香港政府が改名したもので、英名は Mong Kok のまま保たれた。現在の水上生活者の一部では「望角」と呼ぶ人もいる。
- 香港がイギリスに割譲されてから大きな発展を遂げ、さまざまな物資の交差点となっていった。
- 旺角は埋め立てにより広がり、1950年代まで海沿いにあったが今は繁華街と住宅地区で構成される。
- 2018年にはアジア最大級の大型eスポーツ施設CGA電競館が開業[1]し、コロナ禍で各業種の閉業が目立つ中、継続して営業している[2]。
- 2021年現在、旺角電脳中心や信和中心、先達商場（中国語版）などの商業ビルがある。これらのビル内部は若者向けのコンピュータ、アニメ、ゲーム、携帯電話などを扱う数坪程度の小さなテナントが多数入居している。これらのビルは「若い人間の潮」や「月光寶盒潮物場」や「MK文化（中国語版）」として知名度も高い。

## 交通
- 旺角駅 (香港MTR 荃湾線・観塘線)
- 旺角東駅 (香港MTR 東鉄線)